# Campoletis nigricoxa
Campoletis nigricoxa là một loài tò vò trong họ Ichneumonidae.